# Manggul (Manna)
Manggul is een bestuurslaag in het regentschap Bengkulu Selatan van de provincie Bengkulu, Indonesië. Manggul telt 346 inwoners (volkstelling 2010).